# Beato de Urgel

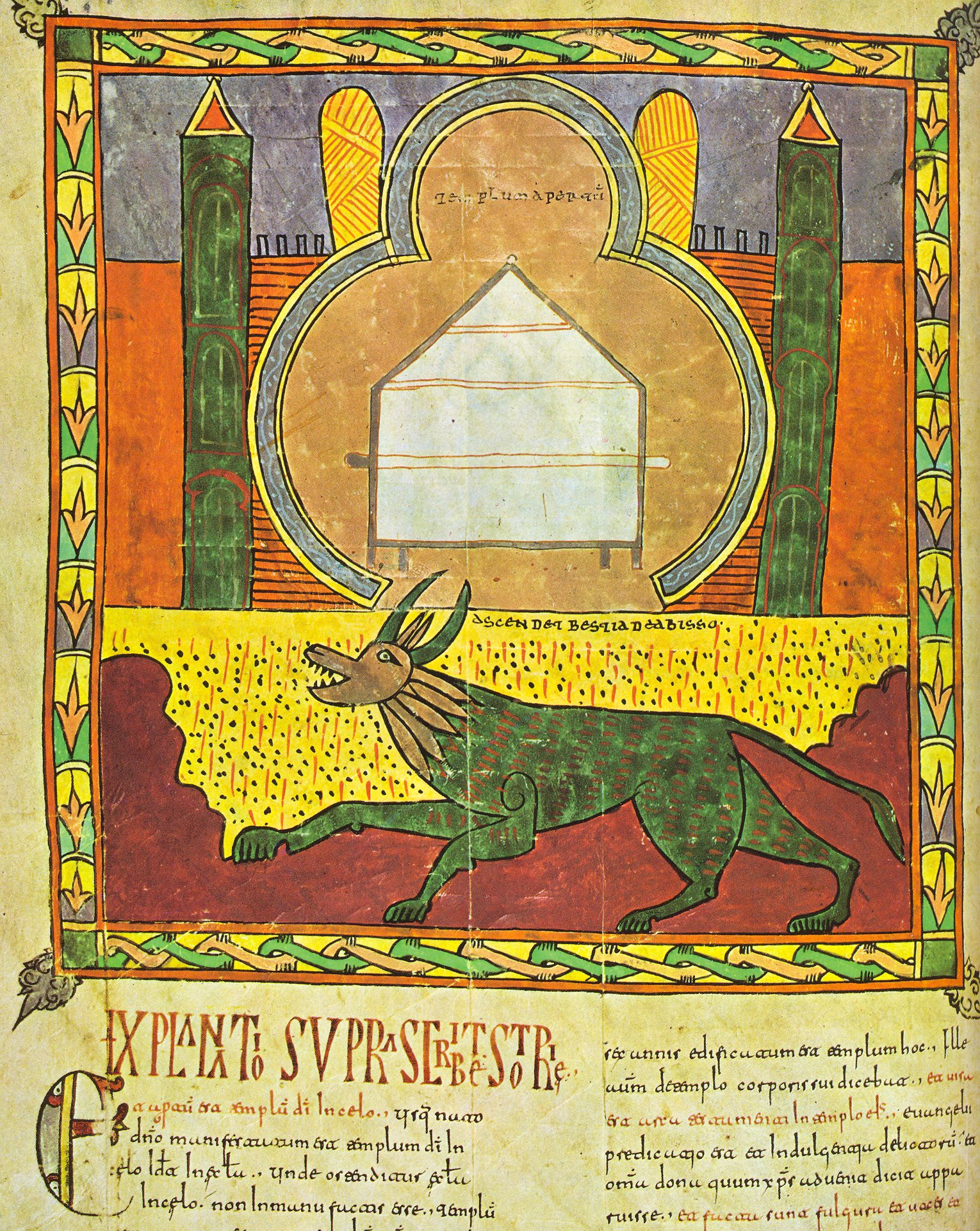
La bestia sube desde el abismo.

Beato de Urgel, en latín Beatus Urgellensis, es uno de los denominados "Beatos", es decir, copias altomedievales de la obra de Beato de Liébana titulada Comentario al Apocalipsis (escrita hacia el 786). 
Este ejemplar, uno de los más bellos y completos, se conserva en el Museo Diocesano de Urgel, en Seo de Urgel, provincia de Lérida (España). Su estilo, caracterizado por la acusada estilización de las figuras, se considera más tardío que el de otros "Beatos".

## Descripción
Actualmente consta de siete folios numerados con cifras romanas y otros 243 con numeración arábiga. Contiene 12 ilustraciones en los Preliminares, 67 en el Comentario del Apocalipsis propiamente dicho, y 11 en el Comentario de Daniel; en total, 90 (incluyendo los medallones dibujados en los árboles genealógicos).

## Historia
Fue estudiado a comienzos del siglo XX por H. A. Sanders, W. Neus y Pere Pujol, archivero de la Catedral de Santa María de Urgel. Todos ellos destacaron su interés paleográfico y artístico, así como los problemas bibliográficos que presenta. A diferencia de otros "Beatos", que suelen consignar los nombres de copista o ilustrador y el lugar y la fecha en que se confeccionaron, en este no se hace tal cosa. Identificar a calígrafos y miniaturistas es prácticamente imposible, pero sí le supone un origen riojano, y una localización temporal a finales del siglo X. Se ha propuesto que pudo salir del mismo scriptorium que el Beato de Valcavado (conservado en Valladolid), con el que tiene mucha similitud. En menor medida, ambos son similares al Beato Morgan (conservado en Nueva York). En cuanto a la razón de su llegada a Urgel (donde se encuentra inventariado desde 1147), se ha propuesto que pudo deberse a la estrecha relación entre el conde de Urgel Armengol V (1092-1102) y el conde de Liébana Pedro Ansúrez (el fundador de Valladolid, cuya hija casó con Armengol).

### Robo y recuperación
El 29 de septiembre de 1996, dos miembros de una banda organizada de ladrones de arte robaron el Beato de Urgel, tras reducir a la encargada del museo y romper la vitrina que lo protegía. El 21 de enero de 1997 se consiguió capturar a la banda en Valencia, recuperándose el Beato intacto junto a otras obras de arte.

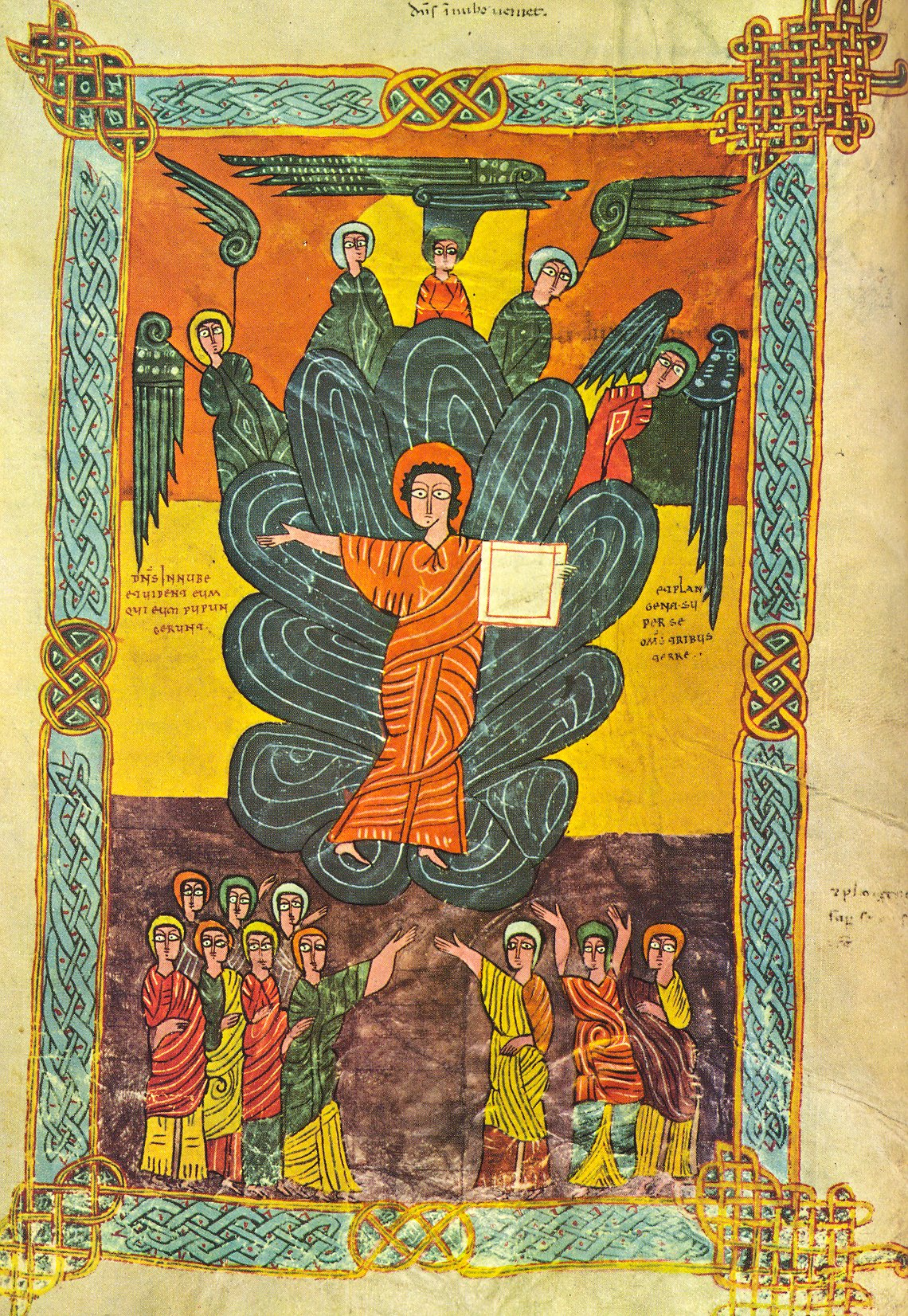
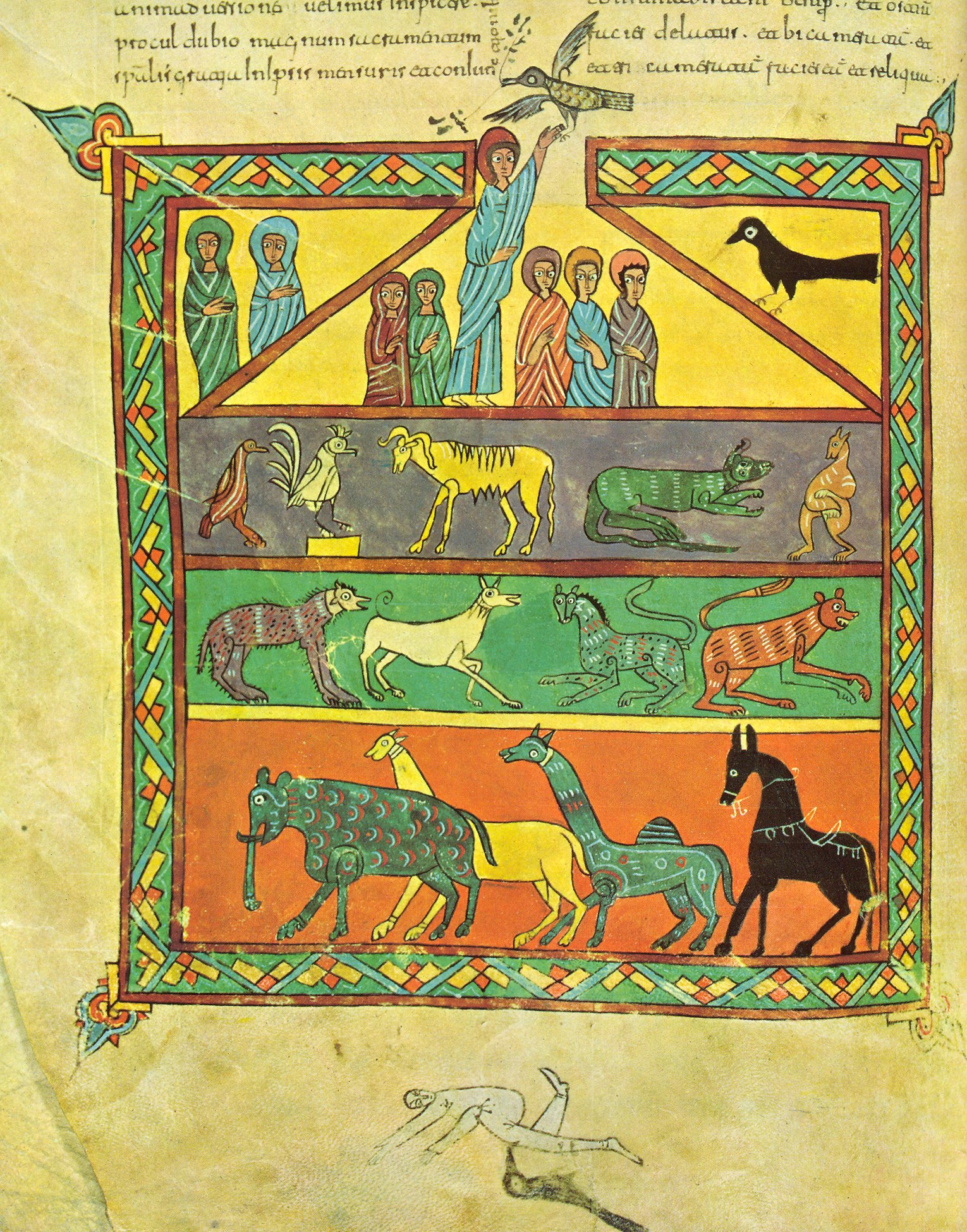
El arca de Noé
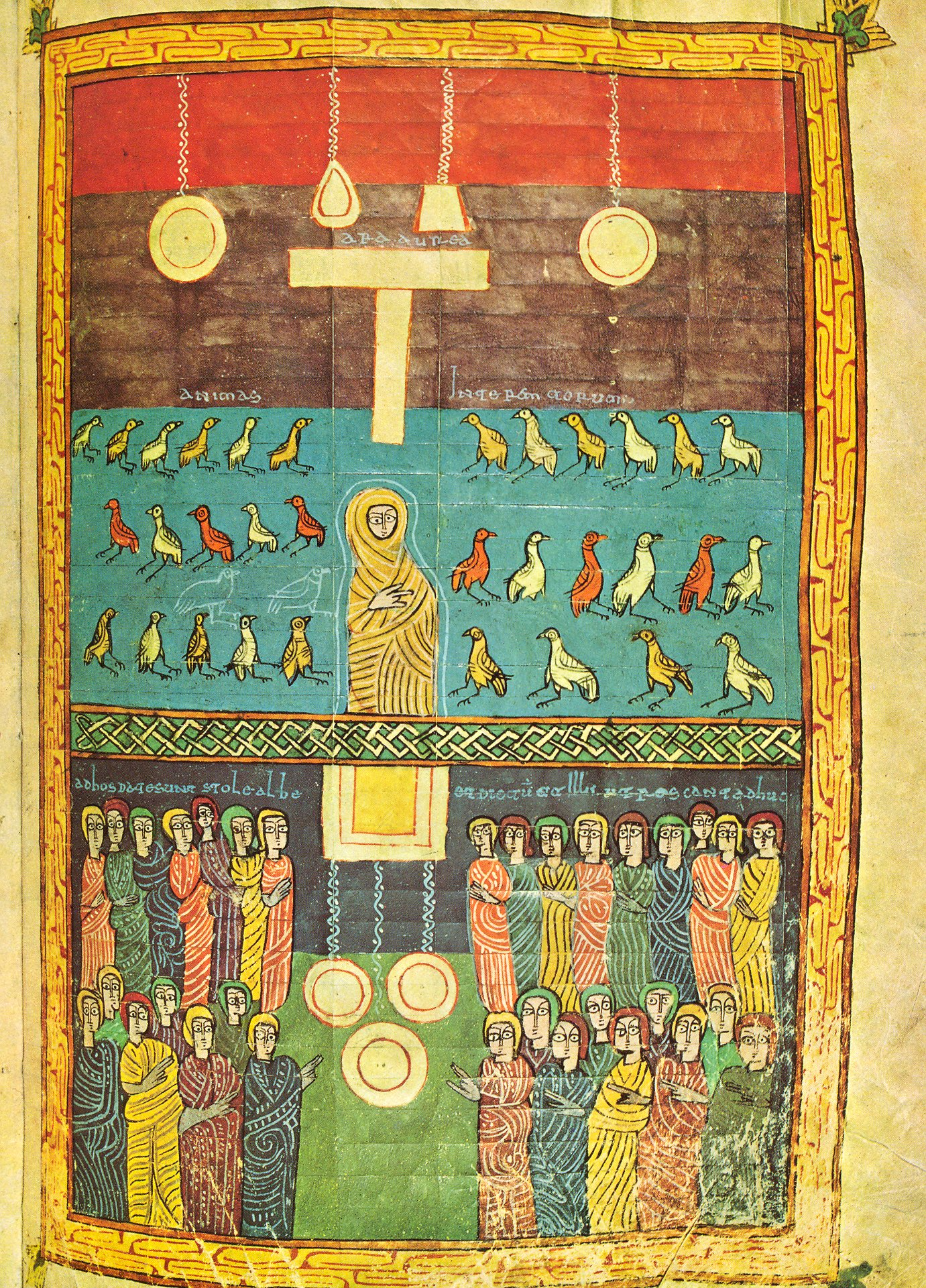
Séptima escena
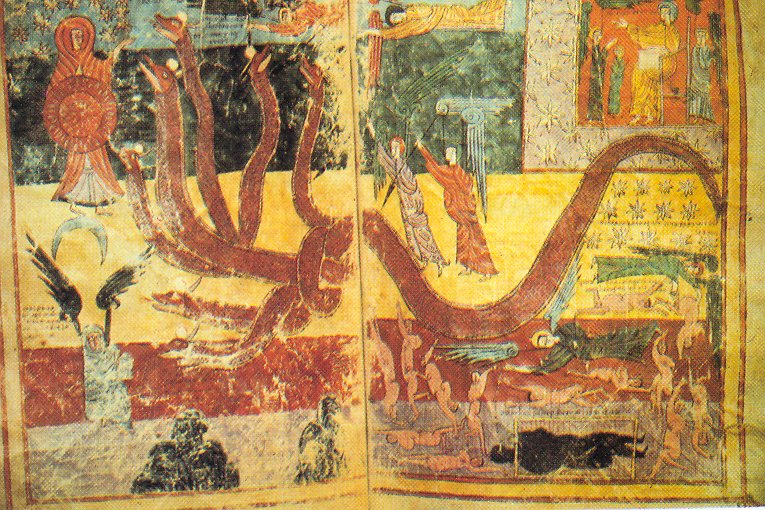
La mujer y el dragón
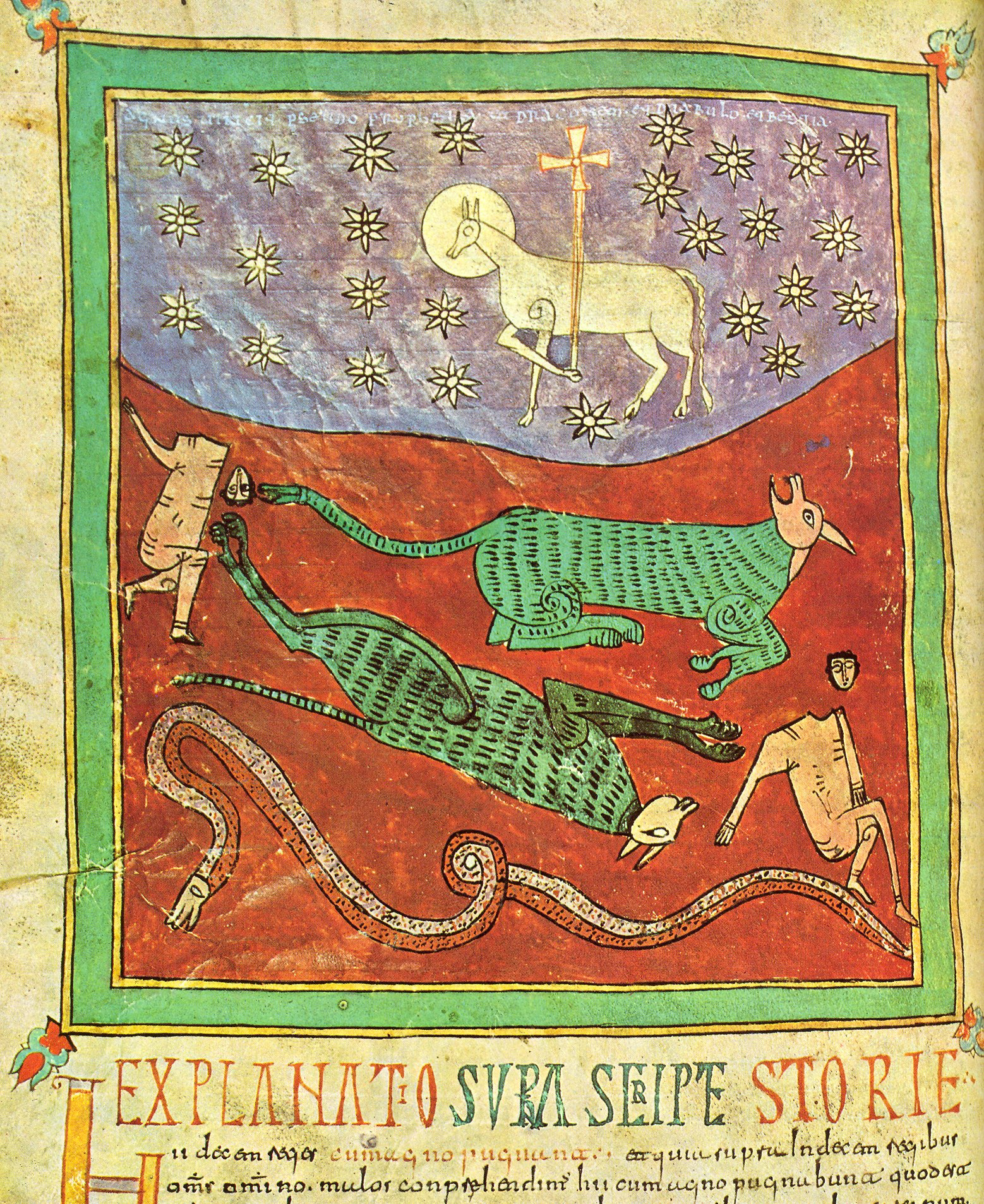
El cordero vence a las bestias y la serpiente
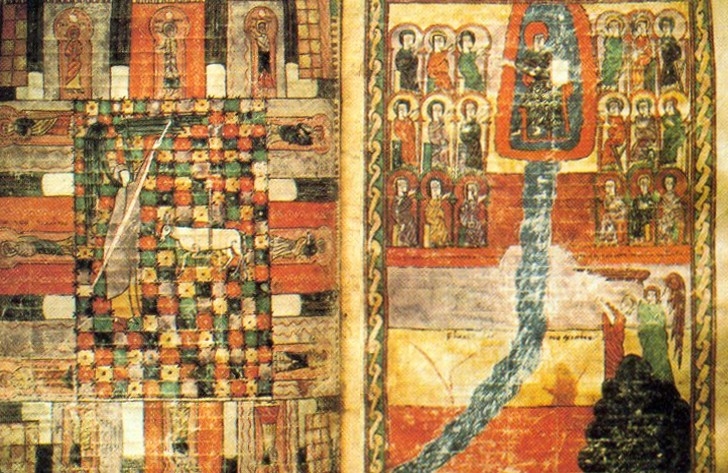
La Nueva Jerusalén
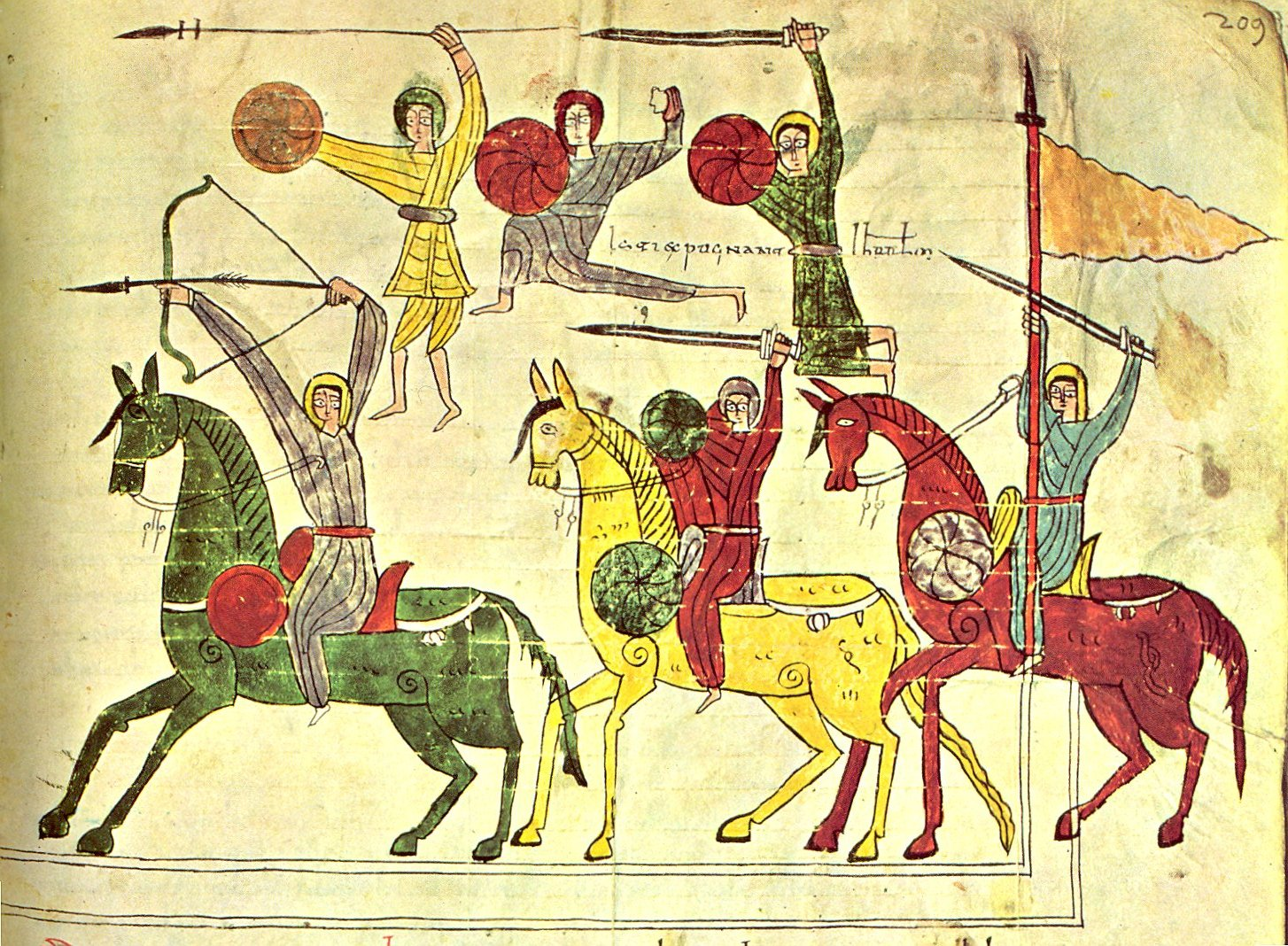
Detalle de la toma de Jerusalén por Nabucodonosor
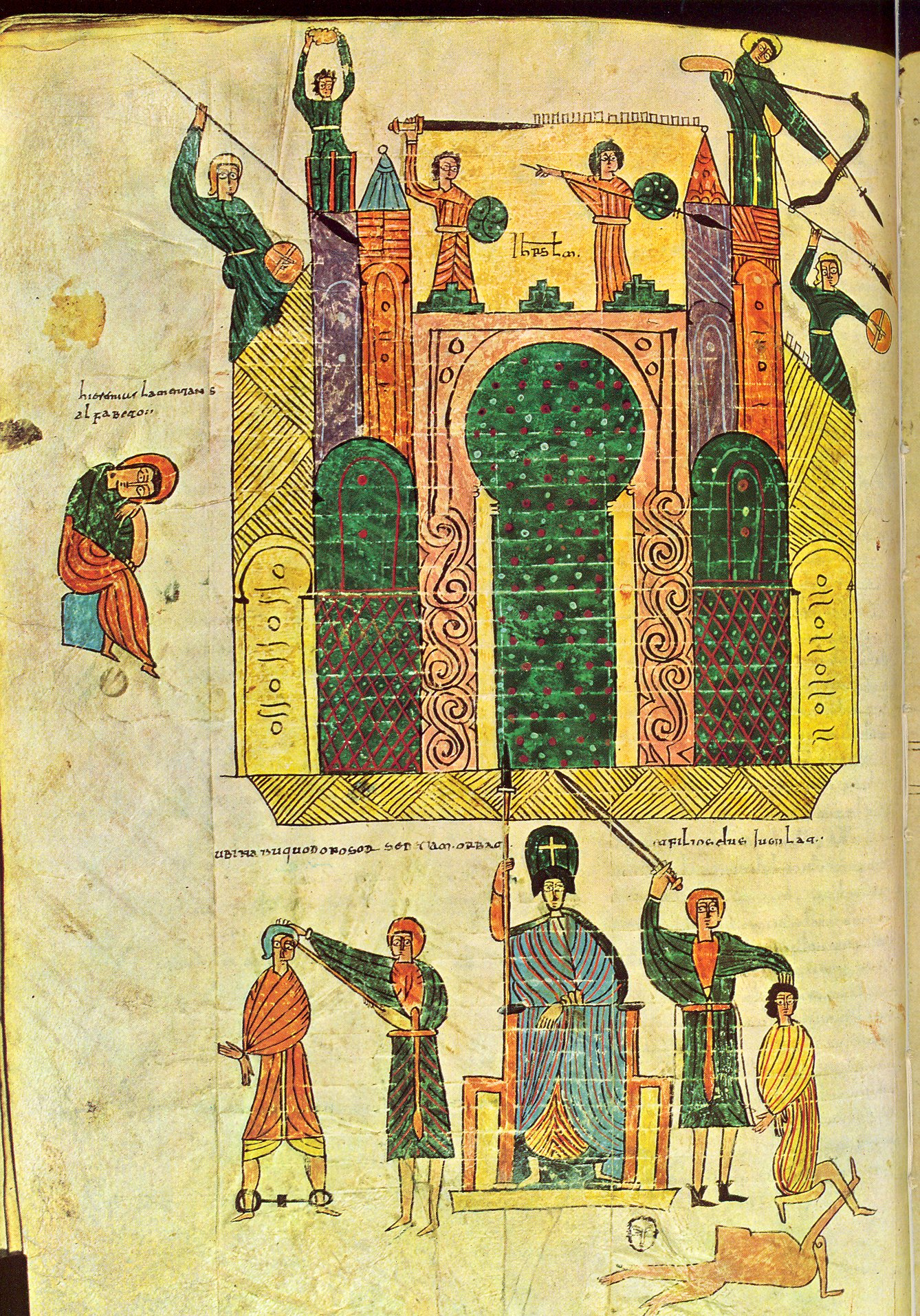
Toma de Jerusalén por Nabucodonosor
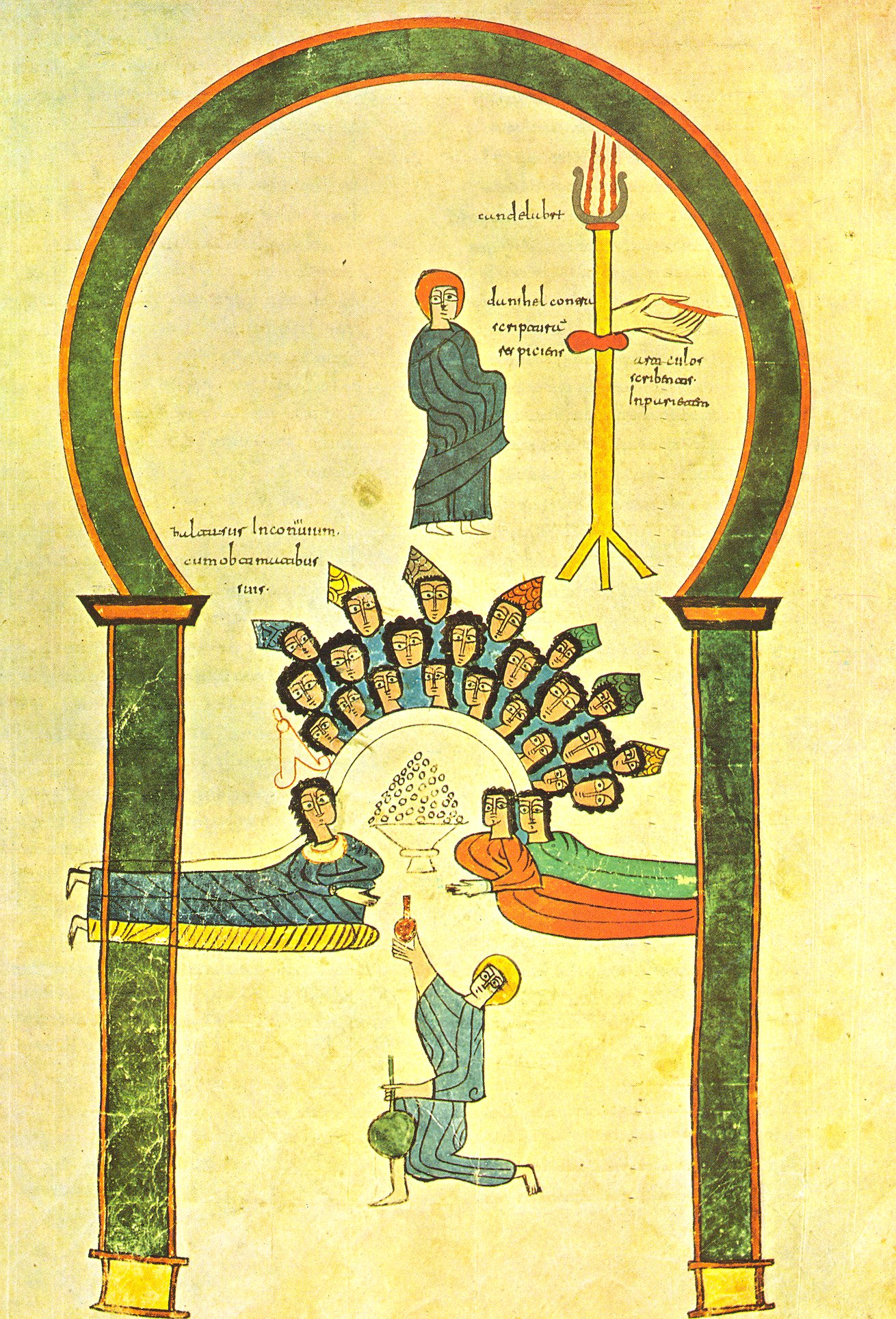
El festín de Baltasar